# Вуттон, Скотт
Скотт Джеймс Ву́ттон (англ. Scott James Wootton; род. 12 сентября 1991, Беркенхед) — английский футболист, защитник клуба «Веллингтон Феникс».

## Клубная карьера
Начал карьеру в академии клуба «Транмир Роверс». В возрасте 13 лет перешёл в академию «Ливерпуля». В 2007 году перешёл в академию «Манчестер Юнайтед». В сезоне 2009/10 был капитаном команды академии «Юнайтед» (до 18 лет). В сезоне 2010/11 начал выступать за резервный состав клуба.
30 сентября 2010 года отправился в аренду в клуб «Транмир Роверс» сроком на один месяц. 2 октября дебютировал за «Роверс» в матче против «Брайтон энд Хоув Альбион». «Транмир» проигрывал по ходу встречи со счётом 0:1, но Вуттон сравнял счёт ударом головой после подачи со штрафного (хотя гол в итоге записали на его одноклубника), и встреча завершилась вничью. Всего он сыграл за клуб в 9 матчах и забил 1 гол в матче против «Лейтон Ориент» 11 декабря.
В мае 2011 года Вуттон дебютировал за «Манчестер Юнайтед» в товарищеском матче: это был прощальный матч Гари Невилла. Он вышел на замену самому Невиллу на 85-й минуте встречи.
1 июля 2011 года Вуттон перешёл в «Питерборо Юнайтед» на правах аренды, где уже играл его одноклубник по «Юнайтед» Райан Танниклифф. 20 августа Вуттон провёл свой первый матч за «Питерборо», приняв участие в разгроме «Ипсвич Таун» со счётом 7:1. 23 января 2012 года Скотт вернулся в «Манчестер Юнайтед», так как его арендный контракт был расторгнут.
31 января 2012 года Вуттон отправился в аренду в «Ноттингем Форест» до окончания сезона. Он отыграл за клуб 13 матчей.
26 сентября 2012 года Скотт дебютировал за «Манчестер Юнайтед» в официальном матче: это была игра Кубка Футбольной лиги против «Ньюкасла», которая завершилась со счётом 2:1 в пользу «красных дьяволов». 2 октября провёл свой первый матч в Лиге чемпионов, выйдя на замену Джонни Эвансу в выездной встрече с ЧФР.
В январе 2013 года перешёл в клуб «Питерборо Юнайтед» на правах аренды до окончания сезона.
20 августа 2013 года «Манчестер Юнайтед» подтвердил переход Вуттона в «Лидс Юнайтед». Игрок подписал с новым клубом трёхлетний контракт.

## Карьера в сборной
Вуттон сыграл за сборную Англии до 17 лет 3 матча.

## Статистика выступлений
| Клуб              | Сезон            | Лига | Лига | Кубок Англии | Кубок Англии | Кубок лиги | Кубок лиги | Еврокубки | Еврокубки | Прочие | Прочие | Итого | Итого |
| Клуб              | Сезон            | Игры | Голы | Игры         | Голы         | Игры       | Голы       | Игры      | Голы      | Игры   | Голы   | Игры  | Голы  |
| ----------------- | ---------------- | ---- | ---- | ------------ | ------------ | ---------- | ---------- | --------- | --------- | ------ | ------ | ----- | ----- |
| Транмир Роверс    | 2010/11          | 7    | 1    | 0            | 0            | 0          | 0          | 0         | 0         | 2      | 0      | 9     | 1     |
| Транмир Роверс    | Итого            | 7    | 1    | 0            | 0            | 0          | 0          | 0         | 0         | 2      | 0      | 9     | 1     |
| Питерборо Юнайтед | 2011/12          | 11   | 0    | 1            | 0            | 2          | 0          | 0         | 0         | 0      | 0      | 14    | 0     |
| Питерборо Юнайтед | Итого            | 11   | 0    | 1            | 0            | 2          | 0          | 0         | 0         | 0      | 0      | 14    | 0     |
| Ноттингем Форест  | 2011/12          | 13   | 0    | 0            | 0            | 0          | 0          | 0         | 0         | 0      | 0      | 13    | 0     |
| Ноттингем Форест  | Итого            | 13   | 0    | 0            | 0            | 0          | 0          | 0         | 0         | 0      | 0      | 13    | 0     |
| Манчестер Юнайтед | 2012/13          | 0    | 0    | 0            | 0            | 2          | 0          | 2         | 0         | 0      | 0      | 4     | 0     |
| Манчестер Юнайтед | Итого            | 0    | 0    | 0            | 0            | 2          | 0          | 2         | 0         | 0      | 0      | 4     | 0     |
| Всего за карьеру  | Всего за карьеру | 31   | 1    | 1            | 0            | 4          | 0          | 2         | 0         | 2      | 0      | 40    | 1     |

(откорректировано по состоянию на 5 декабря 2012 года)